# Aeroportul Lleida–Alguaire
Aeroportul Lleida-Alguaire (IATA: ILD, ICAO: LEDA) este un aeroport din Alguaire, Segrià, Ponent⁠(d), Provincia Lleida, Catalonia, Spania ce deservește zona Lleida. A fost deschis în 2010 și numit după zona deservită.
Situat la o altitudine de 351 m, aeroportul dispune de 1 pistă și ocupă o suprafață de 3.670.000 m². Este operat de Aeroports de Catalunya⁠(d).

## Infrastructură

### Piste
Aeroportul dispune de o singură pistă. Pista 31/13 are suprafața de asfalt și dimensiunile 8.202 picioare × 200 picioare. 